# Caballete plegable
Un caballete  (soporte de mesa) es principalmente una pieza horizontal de madera equipada con cuatro patas divergentes y arriostradas, que sirve,  junto  por lo menos otro del mismo tipo, para sostener un tablero o tablas de una mesa o un escritorio provisional.
Se pueden clasificar principalmente en dos familias:
- Caballetes fijos
- Caballetes plegables

## Mesa de caballete
Una mesa de caballete es una forma de mesa improvisada, cuya forma y construcción a veces se asemeja a ciertas variaciones de la antigua [mesa de campaña], que fue utilizada por los oficiales no demasiado lejos del campo de batalla. Básicamente, una mesa de caballete moderna es una tabla de madera sobre dos caballetes, normalmente plegables.
Por ejemplo, Jeff Bezos Fundador de [Amazon.com] y otros altos ejecutivos de Amazon habitualmente trabajaban sobre puertas montadas encima de caballetes, como un ejemplo visible de una cultura de empresa frugal.
En Estados Unidos, a una mesa (o escritorio) montada sobre caballetes en forma de X se le llama "sawbuck table".